# Каталонські землі
40°34′01″ пн. ш. 0°39′00″ сх. д. / 40.567° пн. ш. 0.65° сх. д.

Каталанські країни на мапі світу

Каталонські землі чи каталонські території (кат. Països catalans, скорочено «PPCC», літературною каталонською [pəˈizus kətəˈɫaŋs]) — усі середземноморські адміністративні території, населення яких, хоча б частково, говорить каталонською мовою:
- Автономна спільнота Каталонія (Іспанія),
- Автономна спільнота Валенсія (Іспанія),
- Автономна спільнота Балеарські острови (Іспанія),
- невелика територія в автономній спільноті Іспанії Арагон (Західна смуга),
- невелика територія в автономній спільноті Іспанії Мурсія (Ал-Карша),
- департамент Східні Піренеї у Франції (або Північна Каталонія),
- Князівство Андорра,
- Альгеро на о. Сардинія, Італія.

Іноді до «каталонських земель» не включають невеликі райони названих вище територій, де місцеве населення говорить іншими, ніж каталонською, мовами:
- район Баль-д'Аран у Каталонії, де говорять аранською говіркою гасконського діалекту окситанської мови,
- район ле-Фенуєд (кат. Fenolleda або el Fenolledès, окс. Fenolhedés або la Fenolheda, фр. le Fenouillèdes), де говорять лангедокським діалектом окситанської мови,
- південні та східні райони Валенсії, де говорять діалектами іспанської мови — кумарки:
  - Рінкон-де-Адемус,
  - Альто-Міхарес,
  - Альто-Палансія,
  - Лос-Серранос,
  - Оя-де-Буньйол,
  - Каналь-де-Наваррес,
  - Валле-де-Кофрентес або Валле-де-Айора,
  - Вега-Баха-дель-Сегура або  Верта-де-Оривела,
  - Рекена-Утієль,
  - деякі громади кумарки Віналопо-Мічя,
  - муніципалітет Вільєна у кумарці Віналопо-Мічя.

Каталонські землі

На території сучасних каталонських земель каталономовці розселилися починаючи з XIII — XIV ст., коли король Яків І Арагонський у 1229 р. завойовує Мальорку, а у 1238 р. Валенсію і виганяє звідти місцевих мусульман. Пізніше вплив каталонців поширюється на інші території Середземномор'я: під час максимального розширення Арагонського королівства у середньовіччя до нього входять також Південна Італія, о. Сардинія, о. Сицилія, о. Корсика, територія навколо грецьких Афін.